# نسل آلفا
نسل آلفا (به انگلیسی: Generation Alpha) گروه جمعیتی پس از نسل زد است. صاحب‌نظران و رسانه‌ها از سال ۲۰۱۳ به‌عنوان سال شروع تولد و از سال ۲۰۲۴ به عنوان سال پایان تولد این نسل یاد می‌کنند.
این نسل در زمان کاهش جمعیت در بسیاری از نقاط جهان متولد شده و در دوران کودکی اثرات دنیاگیری کووید-۱۹ را تجربه می‌کند. برای قشر برخوردار، سرگرمی کودکان به‌طور فزاینده‌ای تحت سلطهٔ فناوری الکترونیکی، شبکه‌های اجتماعی و رسانهٔ جاری قرار گرفته‌است و همزمان علاقه به تلویزیون به معنای سنتی کاهش یافته‌است. تغییر در استفاده از فناوری در کلاس‌های درس و سایر جنبه‌های زندگی تأثیر بسزایی بر نحوهٔ تجربهٔ یادگیری اولیهٔ این نسل نسبت به نسل‌های قبلی داشته‌است. مطالعات نشان داده‌اند که آلرژی، چاقی و مشکلات سلامتی مرتبط با تماشای صفحه نمایش در سال‌های اخیر به‌طور فزاینده‌ای در میان کودکان شایع شده‌است.

## واژه‌شناسی

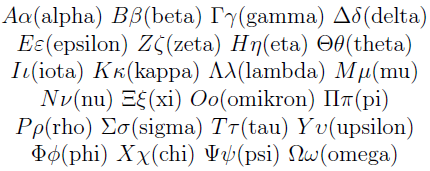
الفبای یونانی

به گفتهٔ بنیان‌گذار مارک مک کریندل، که عموماً به عنوان وضع‌کنندهٔ این اصطلاح شناخته می‌شود، نام Generation Alpha از یک نظرسنجی در سال ۲۰۰۸ که توسط آژانس مشاورهٔ استرالیایی McCrindle Research انجام شد، نشات گرفته‌است.